# Zeno Robinson
Zeno Anthony Robinson (nacido el 25 de octubre de 1993) es un actor de voz estadounidense. 

## Carrera
Los papeles más notables de Robinson incluyen a Cyborg / Victor Stone en Young Justice, Hawks en el doblaje en inglés de My Hero Academia, Goh en el doblaje en inglés de Viajes Pokémon, Sethos en Genshin Impact, Remy Remington en Big City Greens y Hunter/Golden Guard en The Owl House.

## Filmografía

### Doblaje de anime
| Año           | Título                                                          | Papel                                              | Notas                      | Ref    |
| ------------- | --------------------------------------------------------------- | -------------------------------------------------- | -------------------------- | ------ |
| 2016          | One-Punch Man                                                   | Superalloy Blackluster                             |                            | [ 1 ]  |
| 2018          | Aggretsuko                                                      | Bakkun, Empleado de tienda de videojuegos          |                            | [ 2 ]  |
| 2019          | Cannon Busters                                                  | Kelby                                              |                            | [ 2 ]  |
| 2019          | Demon Slayer: Kimetsu no Yaiba                                  | Genya Shinazugawa                                  |                            | [ 3 ]  |
| 2019          | Fire Force                                                      | Ogun Montgomery                                    |                            |        |
| 2020          | Maō Gakuin no Futekigōsha                                       | Zepes Indu                                         |                            | [ 4 ]  |
| 2020          | 100-man no Inochi no Ue ni Ore wa Tatte Iru                     | Yūsuke Yotsuya                                     |                            | [ 5 ]  |
| 2020          | Akudama Drive                                                   | Peleador                                           |                            | [ 6 ]  |
| 2020–21       | Re:Zero kara Hajimeru Isekai Seikatsu                           | Garfiel Tinzel                                     |                            | [ 7 ]  |
| 2020–23       | Viajes Pokémon                                                  | Goh                                                | Protagonista               | [ 3 ]  |
| 2020–presente | My Hero Academia                                                | Deidoro Sakaki, Keigo "Hawks" Takami               |                            | [ 3 ]  |
| 2021          | Kuroko no Basket                                                | Taiga Kagami                                       |                            |        |
| 2021          | Sakura Wars: The Animation                                      | Reiji Shiba                                        |                            |        |
| 2021          | SK∞ the Infinity                                                | Shokichi Oka                                       |                            | [ 8 ]  |
| 2021          | Ore dake Haireru Kakushi Dungeon: Kossori Kitaete Sekai Saikyou | Noir Stardia                                       |                            | [ 9 ]  |
| 2021          | Invasión en las alturas                                         | Rika Honjō                                         |                            |        |
| 2021          | Shironeko Project Zero Chronicle                                | Príncipe de la Oscuridad                           |                            | [ 10 ] |
| 2021          | Bungo and Alchemist                                             | Osamu Dazai                                        |                            |        |
| 2021          | Black Clover                                                    | Zenon Zogratis                                     |                            | [ 11 ] |
| 2021          | Resident Evil: Infinite Darkness                                | Voces adicionales                                  |                            | [ 12 ] |
| 2021          | Tokyo Revengers                                                 | Shuji Hanma                                        |                            |        |
| 2021          | B The Beginning                                                 | Kazan                                              |                            | [ 13 ] |
| 2021          | Scarlet Nexus                                                   | Kaito Sumeragi                                     |                            | [ 14 ] |
| 2021          | Vanitas no Carte                                                | Vanitas                                            |                            |        |
| 2021          | King's Raid: Successors of the Will                             | Riheet                                             |                            | [ 15 ] |
| 2021          | 2.43: Seiin Kōkō Danshi Volley-bu                               | Kohei Tokura                                       |                            | [ 16 ] |
| 2021          | Super Crooks                                                    | Forecast                                           |                            | [ 17 ] |
| 2021          | 86: Eighty-Six                                                  | Kiriya Nouzen                                      |                            | [ 18 ] |
| 2021–23       | Horimiya                                                        | Toru Ishikawa                                      |                            | [ 19 ] |
| 2021–24       | Shingeki no Kyojin                                              | Onyankopon                                         |                            | [ 2 ]  |
| 2022          | Odd Taxi                                                        | Taichi Kabasawa                                    |                            | [ 18 ] |
| 2022          | LBX Girls                                                       | Nate                                               |                            |        |
| 2022          | Tokyo 24-ku                                                     | Ran Akagi                                          |                            |        |
| 2022          | Bastard!! Heavy Metal, Dark Fantasy                             | Lars Ul Metallicana, Maron                         |                            | [ 20 ] |
| 2022–presente | Bleach: La guerra sangrienta de los mil años                    | Nanana Najahkoop, Pepe Waccabrada, Yushiro Shihoin | 6 episodios                | [ 2 ]  |
| 2023          | Digimon Adventure:                                              | Tai Kamiya                                         | Protagonista               | [ 21 ] |
| 2023          | Zom 100: Zombie ni Naru made ni Shitai 100 no Koto              | Akira Tendo                                        | Protagonista               |        |
| 2024          | Sentai Daishikkaku                                              | Fighter D                                          | Protagonista, 12 episodios | [ 2 ]  |
| 2024          | Horizontes Pokémon                                              | Fuecoco, Rotom Phone                               |                            |        |
| 2025–presente | Horizontes Pokémon – The Search for Laqua                       | Fuecoco, Rotom Phone                               |                            |        |
| 2025–presente | Beyblade X                                                      | Ciel Kaminari/Blader Z                             |                            |        |
| 2025–presente | Gachiakuta                                                      | Jabber Wonger                                      |                            | [ 22 ] |

### Animación
| Año           | Título                               | Papel                                                                                              | Notas                                                    | Ref.   |
| ------------- | ------------------------------------ | -------------------------------------------------------------------------------------------------- | -------------------------------------------------------- | ------ |
| 2008          | Ben 10: Alien Force                  | Alan Albright                                                                                      | Recurrente                                               | [ 3 ]  |
| 2010          | Ben 10: Ultimate Alien               | Alan Albright                                                                                      | Recurrente                                               | [ 3 ]  |
| 2017          | Spider-Man                           | Randy Robertson                                                                                    | Recurrente                                               | [ 2 ]  |
| 2018          | El mundo de Craig                    | Carter, Omar / Green Poncho                                                                        |                                                          | [ 2 ]  |
| 2018          | Lego Star Wars: All Stars            | Lando Calrissian                                                                                   | Episodio: "Dealing with Lando"                           | [ 2 ]  |
| 2018–presente | Big City Greens                      | Remy Remington                                                                                     | Recurrente                                               | [ 2 ]  |
| 2019          | Young Justice                        | Cyborg / Victor Stone, Holocaust / Leonard Smalls, Steel / John Henry Irons, Dale Gunn, Marv Evers | Recurrente                                               | [ 2 ]  |
| 2020          | Zuzubaland                           | Rocky Cocoa                                                                                        |                                                          | [ 2 ]  |
| 2020          | Animaniacs                           | Jay-Pac, Defensive Fan 1, Gordon                                                                   |                                                          | [ 2 ]  |
| 2020–2022     | Los Casagrande                       | Chuck                                                                                              | 2 episodios                                              | [ 2 ]  |
| 2021–2022     | Mermaid High                         | Josh                                                                                               | Recurrente; serie web                                    | [ 2 ]  |
| 2021–2023     | The Owl House                        | Hunter / Golden Guard, Derwin                                                                      | Recurrente                                               |        |
| 2021–presente | Miraculous: las aventuras de Ladybug | Nino Lahiffe / Carapace, Max Kanté / Pegasus                                                       | Recurrente; reemplazó a Benjamin Diskin en ambos papeles |        |
| 2022          | Amphibia                             | Young Andrias                                                                                      | Episodio: "The Core & The King"                          |        |
| 2022          | Baymax!                              | Ali                                                                                                | Episodio: "Sofia"                                        | [ 23 ] |
| 2022          | Link Click                           | Lu Guang                                                                                           | Donghua chino; doblaje en inglés                         |        |
| 2022          | The Loud House                       | Estudiante, Chico robando papas, Niño masticando chicle, Chet                                      | 3 episodio                                               | [ 2 ]  |
| 2022          | Cars on the Road                     | Lance el escritor, voces adicionales                                                               |                                                          |        |
| 2022          | Transformers: La chispa de la Tierra | Thrash Malto                                                                                       | Protagonista                                             | [ 24 ] |
| 2022          | Interrupting Chicken                 | Aladino                                                                                            | Episodio: "Where's the Party/Chicken Out West"           |        |
| 2022, 2025    | Chibiverse                           | Remy Remington                                                                                     | 3 episodios                                              |        |
| 2023          | Harley Quinn                         | Repartidor, Trabajador portuario, The Flash                                                        |                                                          |        |
| 2024          | Star Wars: Tales of the Empire       | Ahmar                                                                                              | Episodio: "Devoted"                                      | [ 25 ] |
| 2024          | Max & the Midknights                 | Simon, Harold, Samuel, Bingo Caller, Aldeano #1                                                    |                                                          | [ 2 ]  |
| 2025          | Tu amigo y vecino Spider-Man         | Harry Osborn                                                                                       | 7 episodios                                              | [ 26 ] |

### Acción en vivo
| Año  | Título        | Papel            | Notas             | Ref.   |
| ---- | ------------- | ---------------- | ----------------- | ------ |
| 2023 | Ultraman Z    | Haruki Natsukawa | Doblaje en inglés | [ 27 ] |
| 2023 | Yu Yu Hakusho | Karasu           | Doblaje en inglés |        |

### Videojuegos
| Año  | Título                                           | Papeles                           | Notas | Ref.   |
| ---- | ------------------------------------------------ | --------------------------------- | ----- | ------ |
| 2017 | Fire Emblem Heroes                               | Ross / Zihark / Fogado            |       |        |
| 2017 | Friday the 13th: The Game                        | Brandon Wilson                    |       | [ 2 ]  |
| 2020 | My Hero One's Justice 2                          | Keigo "Hawks" Takami              |       |        |
| 2020 | Monster Prom 2: Monster Camp                     | Abdu                              |       | [ 2 ]  |
| 2020 | Crash Bandicoot 4: It's About Time               | Ika-Ika (parte inferior)          |       | [ 28 ] |
| 2020 | Spider-Man: Miles Morales                        | The Underground                   |       | [ 2 ]  |
| 2020 | Puyo Puyo Tetris 2                               | Squares                           |       | [ 2 ]  |
| 2021 | Scarlet Nexus                                    | Kaito Sumeragi                    |       | [ 14 ] |
| 2021 | Cris Tales                                       | Cristopher                        |       | [ 2 ]  |
| 2021 | Nier Reincarnation                               | Rion                              |       | [ 2 ]  |
| 2021 | Cookie Run: Kingdom                              | Mint Choco Cookie / Eclair Cookie |       | [ 2 ]  |
| 2021 | Tales of Arise                                   | Nayth                             |       | [ 2 ]  |
| 2021 | Kimetsu no Yaiba: Hinokami Keppūtan              | Genya                             |       | [ 2 ]  |
| 2022 | Horizon Forbidden West                           | Vetteh                            |       | [ 2 ]  |
| 2022 | Rune Factory 5                                   | Cecil                             |       | [ 2 ]  |
| 2022 | Neon White                                       | Raz                               |       | [ 2 ]  |
| 2023 | Fire Emblem Engage                               | Fogado                            |       | [ 2 ]  |
| 2023 | Mato Anomalies                                   | Pointed Hat                       |       |        |
| 2023 | Street Fighter 6                                 | Dee Jay                           |       |        |
| 2023 | The Texas Chain Saw Massacre                     | Sonny Williams                    |       | [ 2 ]  |
| 2023 | Disgaea 7: Vows of the Virtueless                | Yeyasu                            |       | [ 2 ]  |
| 2023 | Silent Hope                                      | Arquero                           |       | [ 2 ]  |
| 2023 | Asgard's Wrath 2                                 | Wahka                             |       |        |
| 2024 | Granblue Fantasy Versus: Rising                  | Vane                              |       | [ 2 ]  |
| 2024 | Granblue Fantasy: Relink                         | Vane                              |       | [ 2 ]  |
| 2024 | Persona 3 Reload                                 | Junpei Iori                       |       | [ 29 ] |
| 2024 | Genshin Impact                                   | Sethos                            |       |        |
| 2024 | Sand Land                                        | Voces adicionales                 |       | [ 30 ] |
| 2024 | The Legend of Heroes: Trails through Daybreak    | Leon Balthazar                    |       | [ 2 ]  |
| 2025 | Dragon Ball: Sparking! Zero                      | Gamma 2                           | DLC   |        |
| 2025 | The Legend of Heroes: Trails Through Daybreak II | Leon Balthazaar                   |       | [ 2 ]  |
| 2025 | Rune Factory: Guardians of Azuma                 | Lord Ura/Sora, voces adicionales  |       | [ 2 ]  |
| 2025 | Date Everything!                                 | Henry Hoove                       |       | [ 2 ]  |

### Películas
| Año  | Título                                        | Papel                             | Notas             | Ref.   |
| ---- | --------------------------------------------- | --------------------------------- | ----------------- | ------ |
| 2016 | Cyborg 009: Call of Justice                   | Cyborg 008                        | Doblaje en inglés |        |
| 2019 | Mobile Suit Gundam Narrative                  | Delao                             | Doblaje en inglés | [ 31 ] |
| 2020 | Dragon Quest: Your Story                      | Prince Harry                      | Doblaje en inglés | [ 2 ]  |
| 2020 | My Hero Academia: El despertar de los héroes  | Keigo "Hawks" Takami              | Doblaje en inglés | [ 3 ]  |
| 2021 | The Mitchells vs. the Machines                | Sean (Unboxer)                    |                   | [ 2 ]  |
| 2021 | Burn the Witch                                | Roy B Dipper                      | Doblaje en inglés |        |
| 2021 | Stand by Me Doraemon 2                        | Estudiantes de secundaria         | Doblaje en inglés | [ 2 ]  |
| 2021 | Joze to Tora to Sakanatachi                   | Hayato Matsūra                    | Doblaje en inglés |        |
| 2021 | El diario de Greg                             | Pete Hosey                        |                   | [ 2 ]  |
| 2022 | Dragon Ball Super: Super Hero                 | Gamma 2                           | Doblaje en inglés |        |
| 2022 | Batman and Superman: Battle of the Super Sons | Jimmy Olsen, Melvin               |                   |        |
| 2023 | Legión de Super-Héroes                        | Invisible Kid, Brainiac 3         |                   | [ 32 ] |
| 2023 | Ladybug & Cat Noir: The Movie                 | Lahiffe, Nino, Max Kanté          | Doblaje en inglés |        |
| 2023 | The First Slam Dunk                           | Kiminobu Kogure                   | Doblaje en inglés | [ 33 ] |
| 2024 | Big City Greens the Movie: Spacecation        | Remy Remington, voces adicionales |                   |        |
| 2024 | Mobile Suit Gundam SEED Freedom               | Shura Serpentine                  | Doblaje en inglés | [ 34 ] |
| 2024 | Godzilla Minus One                            | Voces adicionales                 | Doblaje en inglés |        |
| 2024 | Inside Out 2                                  | Voces adicionales                 |                   | [ 2 ]  |